# Élections sénatoriales algériennes de 2018
Les élections sénatoriales algériennes de 2018 ont lieu le 29 décembre 2018 en Algérie afin de renouveler au scrutin indirect et par nomination la moitié des membres du Conseil de la nation.

## Système électoral
Le Conseil de la nation est la chambre haute du parlement bicaméral algérien. Il est composé de 144 sièges renouvelés par moitié tous les trois ans pour des mandats de six ans. Sur ce total, deux tiers sont pourvus au scrutin indirect uninominal majoritaire à un tour par un collège électoral composé des membres des assemblées populaires de wilaya et des assemblées populaires communales dans 48 circonscription électorale basées sur les limites des wilayas, soit 96 sièges à raison de deux par wilaya. Les candidats doivent être âgés d'au moins trente-cinq ans, et être eux-mêmes issus de ces assemblées, qui totalisent environ 15 000 élus. 
Le tiers restant, soit 48 sièges, est nommé par le président de la République en raison de leurs compétences scientifiques, culturelles, professionnelles, économiques et sociales,. La Constitution limite par ailleurs le nombre de membres du Conseil à la moitié des membres de l'Assemblée populaire nationale.
Lors des élections organisées tous les trois ans, ce sont donc la moitié des membres élus et celle des membres nommés qui sont renouvelés, soit 72 sièges.  dont 48 élus et 24 nommés,.

## Résultats
|       | Front de libération nationale (FLN)       | 40  | 17 | 29 | 52  | 12            |  |  |  |  |  |  |
|       | Rassemblement national démocratique (RND) | 42  | 24 | 11 | 29  | 13            |  |  |  |  |  |  |
|       | Front des forces socialistes (FFS)        | 4   | 2  | 2  | 4   | en stagnation |  |  |  |  |  |  |
|       | Front El Moustakbal (FM)                  | 1   | 1  | 2  | 2   | 1             |  |  |  |  |  |  |
|       | El Fadjr El Djadid                        | 1   | 0  | 0  | 1   | en stagnation |  |  |  |  |  |  |
|       | Mouvement populaire algérien (MPA)        | 1   | 1  | 0  | 0   | 1             |  |  |  |  |  |  |
|       | AHD 54                                    | 1   | 1  | 0  | 0   | 1             |  |  |  |  |  |  |
|       | Indépendants                              | 6   | 2  | 4  | 8   | 2             |  |  |  |  |  |  |
|       | Membres nommés                            | 48  | 24 | 24 | 48  | en stagnation |  |  |  |  |  |  |
|       |                                           |     |    |    |     |               |  |  |  |  |  |  |
| Total | Total                                     | 144 | 72 | 72 | 144 | en stagnation |  |  |  |  |  |  |